# Sem Station
Sem Station (Sem stasjon) er en tidligere jernbanestation på Vestfoldbanen, der ligger i byområdet Sem i Tønsberg kommune i Norge. 
Stationen blev åbnet for trafik sammen med banen 7. december 1881, efter at kong Oscar 2. havde forestået den formelle indvielse 13. oktober samme år. I en periode fra 1891 til april 1894 blev stationsnavnet stavet Sæm men ellers Sem både før og efter. Stationen blev fjernstyret 15. september 1971 , og 28. maj 1978 ophørte betjeningen med persontog. Stationen var dog fortsat bemandet indtil 1. december 1982. I dag er der krydsningsspor på stedet med tilhørende sidespor til industri.
Fra starten i 1881 var der stationsbygning og pakhus, der var opført efter tegninger af Balthazar Lange, og en toiletbygning, der var opført efter tegninger af Peter Andreas Blix. 4. juni 2013 gik der af umiddelbart ukendte årsager ild i stationsbygningen. Brandvæsenet fik hurtigt kontrol over branden i den tomme bygning, men togtrafikken på Vestfoldbanen måtte afbrydes imens.